# Monkwearmouth

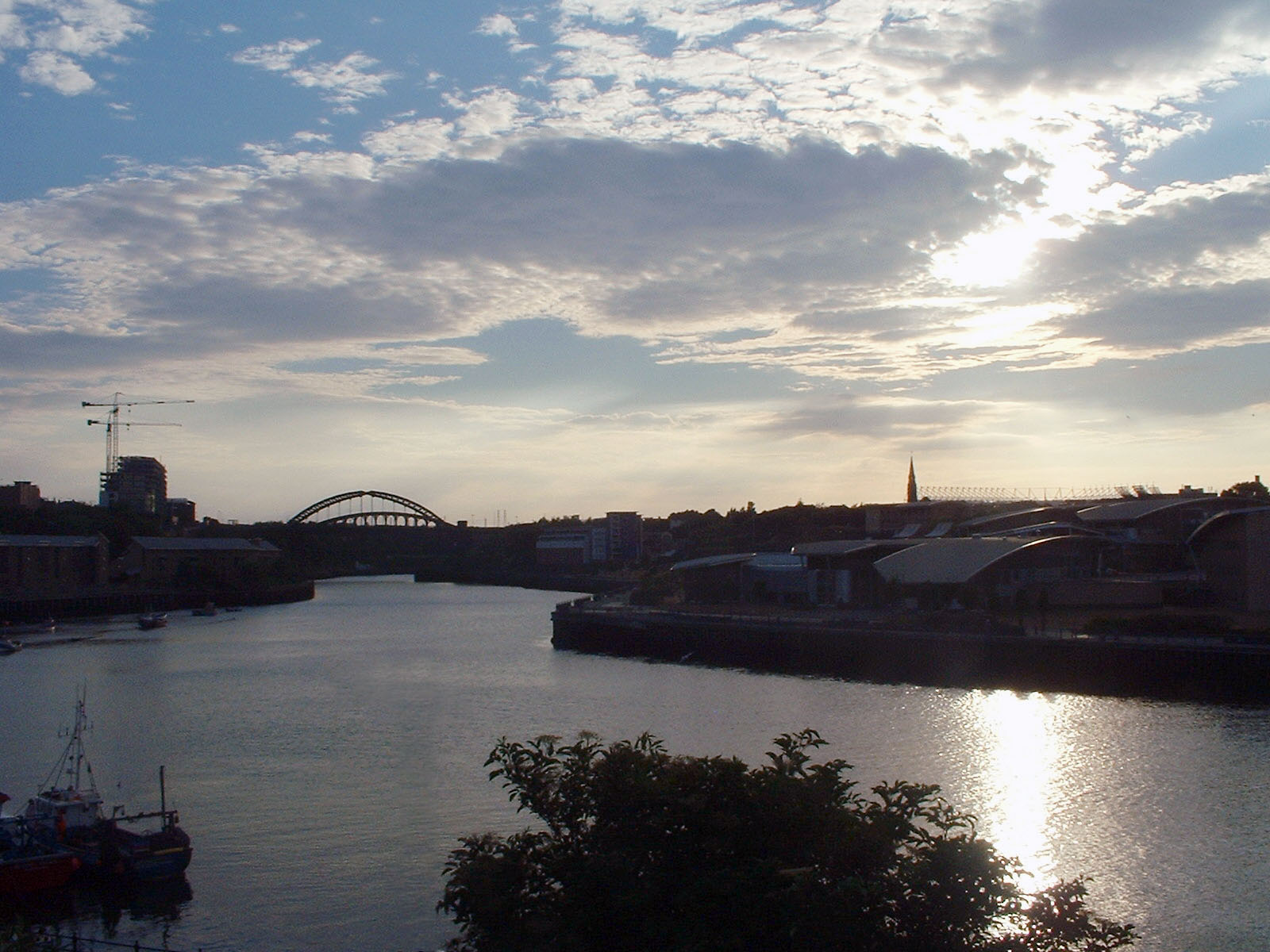
Vista de Monkwearmouth com a Ponte Wearmouth ao fundo.

Monkwearmouth é uma região de Sunderland na margem norte da foz do rio Wear. Foi um dos três assentamentos originais nas margens do Wear juntamente com Bishopwearmouth e Sunderland, uma região que já foi conhecida por suas atividades de construção de navios e mineração de carvão. Atualmente abriga a um campus da Universidade de Sunderland e o National Glass Centre. É servida por três igrejas da Igreja da Inglaterra na Paróquia de Monkwearmouth.
A vizinhança de Monkwearmouth vai da Ponte Wearmouth até a ponta do porto na margem norte do rio e é uma das mais antigas de Sunderland.
A antiga estação de trem, fechada em 1968 durante o chamado "Beeching Axe" (a reestruturação das linhas férreas britânicas) é atualmente a sede do Museu da Estação Monkwearmouth e abriga uma bilheteria restaurada do período eduardiano. Desde 2002, Monkwearmouth passou a ser novamente servida por uma linha de trem, só que desta vez através de uma estação do Metrô de Tyne and Wear, a apenas umas centenas de metros ao sul da antiga estação.
É em Monkwearmouth que está o Stadium of Light, inaugurado em julho de 1997 e lar do time de futebol Sunderland A.F.C., que jogava até então em Roker Park.

## Abadias
Um dos mosteiros que formavam a famosa Abadia de Monkwearmouth-Jarrow estava em Monkwearmouth, o Mosteiro de São Pedro, construído em terras doadas por Egfrido (Ecgfrith), rei da Nortúmbria.